# 楊淑妃 (宋度宗)
杨淑妃（1244年6月4日—1279年），是宋度宗的妃子，宋端宗趙昰的母親。為古琴家楊纘之女，楊亮節之妹。德祐二年（1276年）南宋將亡，與兄楊亮節護幼主南遷。後益王昰即帝位於福州，改元景炎，冊母楊淑妃為皇太妃、同聽政。 祥興二年（1279年），崖山兵潰，楊太妃投海而亡，得年三十六。後人諡曰仁慈聖節皇后。

## 生平事蹟
淳祐四年四月二十七日（1244年6月4日）卯時，楊淑妃生。
咸淳二年（1266年），初選入宮，為美人。
咸淳三年六月十七日（1267年7月10日），美人楊氏有娠兩月，進封淑妃。咸淳三年六月二十二日（1267年7月15日），詔榮王族姻與萊等三十四人各轉官有差。
咸淳四年閏正月初六日（1268年2月20日）午時，大風雷雨，楊淑妃降生皇子。咸淳四年閏正月十九日（1268年3月4日），賜名昰，授檢校太尉、武安軍節度使、益國公。咸淳四年五月三十日（1268年7月11日），楊淑妃冊禮成。
咸淳五年六月初十日（1269年7月10日），楊淑妃再誕生皇子。咸淳五年六月二十三日（1269年7月23日），薨，賜名鍠，封岐王，諡沖靖。
德祐二年正月十八日（1276年2月4日），元兵至臯亭山，宋遣監察御史楊應奎上傳國璽降。景炎元年五月初一日（1276年6月14日），益王昰即帝位於福州，改元景炎，冊母楊淑妃為皇太妃、同聽政。
景炎三年二月十七日（1278年3月11日），眾復立衛王昺為帝，楊太妃仍同聽政。
祥興二年二月初六日（1279年3月19日），崖山兵潰，丞相陸秀夫抱趙昺投海，楊太妃亦赴海死，年36。其將張世傑葬之海濱，墓在廣東新會崖山壽星塘，以蚵殼圍砌，俗稱國母墳。其東北一里許有崖山祠，即慈元廟。後人諡曰仁慈聖節皇后。 生二子：帝昰、沖靖岐王鍠，生一女：晉國公主。
明弘治十一年七月二十八日（1498年8月15日），廣東新會縣縣令沈章奏請立慈元廟於崖山，祀宋度宗楊淑妃。命下所司，議行之。

## 子女
兒子
- 宋端宗趙昰
- 岐王趙鍠，諡沖靖。

女兒
- 晉國公主

## 訛傳
1987年春，浙江淳安縣進行文物複查，搜尋發現淳安縣里陽鄉皇后坪村的楊皇后家族墓，及隔鄰里商鄉楊家村楊姓後裔保存的《宏農楊氏宗譜》。譜中記載宋寧宗恭聖仁烈皇后之兄楊次山，楊次山長子楊谷，楊谷長子楊文尚，楊文尚長子楊瑞芝，楊瑞芝生楊淑妃。此譜系為清初偽造篡接，自楊谷以下，與南宋史籍和文獻完全不吻合。
《江氏族譜》謂帝昺有姐，為楊淑妃所出，亦為趙氏公主。海上行朝至廣東，江萬里第四子江鏜有子江日新，被楊淑妃看中而將趙氏公主許配。宋亡，江日新、趙氏公主與文天祥堂姑文大娘者，流寓廣東肇慶四會石寨村。據《明孝宗實錄》卷139載「慈元后楊氏，以一婦人，提三弱子跋涉南奔」，三弱子，指帝昺、帝昰、晉國公主，並無其他子女。再者，咸淳二年（1266年）楊淑妃初選入宮為美人，咸淳四年（1268年）生帝昰，所謂許配江日新之趙氏公主，若是楊淑妃所出，最早只能生於咸淳三年（1267年），至祥興二年（1279年）才13歲，未達婚嫁年齡，此亦訛傳。

## 延伸阅读
[在维基数据编辑]
 《宋史·卷243》，出自脱脱《宋史》